# ザ・ベストテン (コンピレーションCD)
『ザ・ベストテン』は、1978年から1989年までTBSで放送されていた同名の音楽番組の名を冠した、コンピレーションCD。2009年4月22日に5社6作品が同時リリース、さらに第2弾として、2010年6月23日に5社5作品を同時リリース。定価は各2500円（発売当時の消費税込価格）。

## 概要
第1弾には、初代男性司会者の久米宏が出演していた1978年から1985年までの間に同番組にランクインした曲、もしくはスポットライトで紹介された曲を、第2弾には、久米が降板した翌年である1986年から最終回の1989年9月28日放送分までに同番組にランクインした曲、もしくは1978年から最終回の1989年9月28日放送分までにスポットライトで紹介した曲を、レコード会社の枠を超えて収録している。収録曲は基本的にヒットした当時のバージョンで収められているが、ごく一部に例外もある。また、オープニングテーマ（タイトルコール入り。1986-87は2分36秒バージョン、歌謡曲編2は3分04秒バージョン、スポットライト編2は1分33秒バージョン、リクエスト編は1分50秒バージョン、1988-89はニューバージョンを収録）やミラーゲートのテーマ（ボード回転音入り。1986-87、1988-89、歌謡曲編2、リクエスト編には第1位バージョンを収録）、またスポットライト編にはスポットライトのテーマの音源も、それぞれ収録している。

## 収録曲

### ザ・ベストテン 1978-79
- ソニー・ミュージックダイレクト（MHCL-1500）

1. ザ・ベストテンのテーマ
2. ミラーゲートのテーマ
3. UFO / ピンク・レディー
4. しあわせ芝居 / 桜田淳子
5. 微笑がえし / キャンディーズ
6. プレイバックPart2 / 山口百恵
7. かもめが翔んだ日 / 渡辺真知子
8. Mr.サマータイム / サーカス
9. 林檎殺人事件 / 郷ひろみ&樹木希林
10. 銃爪 / 世良公則&ツイスト
11. 季節の中で / 松山千春
12. チャンピオン / アリス
13. HERO（ヒーローになる時、それは今） / 甲斐バンド
14. YOUNG MAN (Y.M.C.A.) / 西城秀樹
15. 魅せられて / ジュディ・オング
16. きみの朝 / 岸田智史
17. カリフォルニア・コネクション / 水谷豊
18. 銀河鉄道999 / ゴダイゴ
19. 関白宣言 / さだまさし
20. セクシャルバイオレットNo.1 / 桑名正博
21. ハイ・ポーズ

### ザ・ベストテン 1980-81
- ユニバーサル ストラテジック マーケティング ジャパン（UICZ-8052）

1. ザ・ベストテンのテーマ
2. ミラーゲートのテーマ
3. 異邦人 / 久保田早紀
4. 大都会 / クリスタルキング
5. 贈る言葉 / 海援隊
6. ランナウェイ / シャネルズ
7. 昴 / 谷村新司
8. ダンシング・オールナイト / もんた&ブラザーズ
9. 哀愁でいと / 田原俊彦
10. 青い珊瑚礁 / 松田聖子
11. パープルタウン 〜You Oughta Know By Now〜 / 八神純子
12. さよならの向う側 / 山口百恵
13. ルビーの指環 /  寺尾聰
14. 長い夜 / 松山千春
15. お嫁サンバ / 郷ひろみ
16. スマイル・フォー・ミー / 河合奈保子
17. ハイスクールララバイ / イモ欽トリオ
18. ギンギラギンにさりげなく / 近藤真彦
19. ハロー・グッバイ / 柏原よしえ
20. セーラー服と機関銃 / 薬師丸ひろ子
21. ハイ・ポーズ

### ザ・ベストテン 1982-83
- ビクターエンタテインメント（VICL-63297）

1. ザ・ベストテンのテーマ
2. ミラーゲートのテーマ
3. 赤いスイートピー / 松田聖子
4. 心の色 / 中村雅俊
5. い・け・な・いルージュマジック / 忌野清志郎+坂本龍一
6. シルエット・ロマンス / 大橋純子
7. 聖母たちのララバイ / 岩崎宏美
8. ハイティーン・ブギ / 近藤真彦
9. ラ・セゾン / アン・ルイス
10. 待つわ / あみん
11. 約束 / 渡辺徹
12. セカンド・ラブ / 中森明菜
13. 春なのに / 柏原芳恵
14. め組のひと / ラッツ&スター
15. 時をかける少女 / 原田知世
16. 探偵物語 / 薬師丸ひろ子
17. メリーアン / THE ALFEE
18. CAT'S EYE / 杏里
19. 艶姿ナミダ娘 / 小泉今日子
20. 時に愛は / 松本伊代
21. ハイ・ポーズ

### ザ・ベストテン 1984-85
- ポニーキャニオン（POCA-02894）

1. ザ・ベストテンのテーマ
2. ミラーゲートのテーマ
3. もしも明日が…。 / わらべ
4. 星空のディスタンス / THE ALFEE
5. 涙のリクエスト / チェッカーズ
6. モニカ / 吉川晃司
7. ふたりの愛ランド / 石川優子とチャゲ
8. メイン・テーマ / 薬師丸ひろ子
9. ケジメなさい / 近藤真彦
10. ヤマトナデシコ七変化 / 小泉今日子
11. ふられ気分でRock'n' Roll / TOM★CAT
12. 天使のウィンク / 松田聖子
13. Romanticが止まらない / C-C-B
14. ミ・アモーレ / 中森明菜
15. ふたりの夏物語 / 杉山清貴&オメガトライブ
16. 翼の折れたエンジェル / 中村あゆみ
17. 悲しみにさよなら / 安全地帯
18. 夏ざかりほの字組 / Toshi&Naoko
19. 恋におちて -Fall in love- / 小林明子
20. フレンズ / レベッカ
21. ハイ・ポーズ

### ザ・ベストテン 1986-87
- ポニーキャニオン（PCCA-03049）

1. ザ・ベストテンのテーマ（2分36秒バージョン）
2. ミラーゲートのテーマ（第1位バージョン）
3. シーズン・イン・ザ・サン / TUBE
4. 仮面舞踏会 / 少年隊
5. My Revolution / 渡辺美里
6. CHA-CHA-CHA / 石井明美
7. 君は1000% / 1986オメガトライブ
8. ダンシング・ヒーロー (Eat You Up) / 荻野目洋子
9. Song for U.S.A. / チェッカーズ
10. 冬のオペラグラス / 新田恵利
11. バレンタイン・キッス / 国生さゆり with おニャン子クラブ
12. 悲しみよ こんにちは / 斉藤由貴
13. STAR LIGHT / 光GENJI
14. 輝きながら… / 徳永英明
15. 愚か者 / 近藤真彦
16. 木枯らしに抱かれて / 小泉今日子
17. 楽園のDoor / 南野陽子
18. サファイアの瞳 / THE ALFEE
19. 禁断のテレパシー / 工藤静香
20. SHOW ME / 森川由加里
21. ハイ、ポーズ〜エンディング (ザ・ベストテンのテーマ)

### ザ・ベストテン 1988-89
- ユニバーサル ストラテジック マーケティング ジャパン（UICZ-8071）

1. ザ・ベストテンのテーマ（ニューバージョン）
2. ミラーゲートのテーマ（第1位バージョン）
3. 風のLONELY WAY / 杉山清貴
4. 吐息でネット / 南野陽子
5. You were mine / 久保田利伸
6. パラダイス銀河 / 光GENJI
7. 抱きしめてTONIGHT / 田原俊彦
8. TATTOO / 中森明菜
9. MUGO・ん…色っぽい / 工藤静香
10. 素直にI'm Sorry / チェッカーズ
11. 最後の言い訳 / 徳永英明
12. 愛が止まらない 〜Turn It Into Love〜 / Wink
13. キ・ツ・イ / 玉置浩二
14. Runner / 爆風スランプ
15. Diamonds / プリンセス プリンセス
16. Return to Myself 〜しない、しない、ナツ。 / 浜田麻里
17. 夢の中へ / 斉藤由貴
18. DIVE INTO YOUR BODY / TM NETWORK
19. GLORIA / ZIGGY
20. ハイ、ポーズ〜エンディング (ザ・ベストテンのテーマ)

### ザ・ベストテン 歌謡曲編 1978-85
- コロムビアミュージックエンタテインメント（COCP-35547）

1. ザ・ベストテンのテーマ
2. ミラーゲートのテーマ
3. 夢追い酒 / 渥美二郎
4. おもいで酒 / 小林幸子
5. 愛の水中花 / 松坂慶子
6. よせばいいのに / 敏いとうとハッピー&ブルー
7. 倖せさがして / 五木ひろし
8. 別れても好きな人 / ロス・インディオス&シルヴィア
9. 雨の慕情 / 八代亜紀
10. 奥飛騨慕情 / 竜鉄也
11. みちのくひとり旅 / 山本譲二
12. 北酒場 / 細川たかし
13. 3年目の浮気 / ヒロシ&キーボー
14. さざんかの宿 / 大川栄策
15. 冬のリヴィエラ / 森進一
16. 氷雨 / 佳山明生
17. 矢切の渡し / 細川たかし
18. ラヴ・イズ・オーヴァー / 欧陽菲菲
19. 長良川艶歌 / 五木ひろし
20. 俺ら東京さ行ぐだ / 吉幾三
21. 雨の西麻布 / とんねるず
22. ハイ・ポーズ

### ザ・ベストテン 歌謡曲編2 1978-89
- コロムビアミュージックエンタテインメント（COCP-36227）

1. ザ・ベストテンのテーマ（3分04秒バージョン）
2. ミラーゲートのテーマ（第1位バージョン）
3. カナダからの手紙 / 平尾昌晃・畑中葉子
4. 時には娼婦のように / 黒沢年男
5. とまり木 / 小林幸子
6. 恋の綱わたり / 中村晃子
7. 大阪しぐれ / 都はるみ
8. 帰ってこいよ / 松村和子
9. メモリーグラス / 堀江淳
10. もしもピアノが弾けたなら / 西田敏行
11. シルエット・ロマンス / 大橋純子
12. 夏をあきらめて / 研ナオコ
13. そんなヒロシに騙されて / 高田みづえ
14. 釜山港へ帰れ / 渥美二郎
15. お久しぶりね / 小柳ルミ子
16. 歌謡曲 / とんねるず
17. 雪國 / 吉幾三
18. 追憶 / 五木ひろし
19. 命くれない / 瀬川瑛子
20. 川の流れのように / 美空ひばり
21. ハイ、ポーズ〜エンディング (ザ・ベストテンのテーマ)

### ザ・ベストテン スポットライト編 1978-85
- ソニー・ミュージックダイレクト（MHCL-1501）

1. ザ・ベストテンのテーマ
2. スポットライトのテーマ[2]
3. この空を飛べたら / 加藤登紀子
4. さよならだけは言わないで / 五輪真弓
5. 女はそれを我慢できない / アン・ルイス
6. アゲイン / アグネス・チャン
7. 私のハートはストップモーション / 桑江知子
8. 潮騒のメロディー / 高田みづえ
9. サンセット・メモリー / 杉村尚美
10. 君に、クラクラ。 / SKY
11. ねじれたハートで / 桃井かおり・来生たかお
12. 夢・恋・人。 / 藤村美樹
13. 速達 / ばんばひろふみ
14. ロンリィ・ピーポーII / 太田裕美
15. 夏も泣いている / 風間杜夫
16. 気まぐれOne Way Boy / THE GOOD-BYE
17. 泣かせて / 小椋佳
18. 夢さぐり－天国の駅－ / 吉永小百合
19. 見えない翼 / 伊藤麻衣子
20. 摩天楼ブルース / 東京JAP
21. ハイ・ポーズ

### ザ・ベストテン スポットライト編2 1978-85
- ソニー・ミュージックダイレクト（MHCL-1619）

1. ザ・ベストテンのテーマ（1分33秒バージョン）
2. スポットライトのテーマ
3. 光進丸 / 加山雄三
4. ANAK (息子) / 杉田二郎
5. 戦士の休息 / 町田義人
6. 天までとどけ / さだまさし
7. 来夢来人 / 小柳ルミ子
8. OH! / ピンク・レディー
9. 琥珀色の日々 / 菅原進
10. Follow Me / イルカ
11. サヨナラ模様 / 伊藤敏博
12. 完全無欠のロックンローラー / アラジン
13. 夢の途中 / 来生たかお
14. 私の16才 / 小泉今日子
15. 涙をふいて / 三好鉄生
16. たまらなくテイスティー / 布施明
17. 僕笑っちゃいます / 風見慎吾
18. つぐない / テレサ・テン
19. NEVER / MIE
20. タッチ / 岩崎良美
21. ハイ、ポーズ〜エンディング (ザ・ベストテンのテーマ)

### ザ・ベストテン リクエスト編 1978-89
- ビクターエンタテインメント（VICL-63405）

1. ザ・ベストテンのテーマ（1分50秒バージョン）
2. ミラーゲートのテーマ（第1位バージョン）
3. 夢一夜 / 南こうせつ
4. 虹とスニーカーの頃 / チューリップ
5. 恋のぼんちシート / ザ・ぼんち
6. E気持 / 沖田浩之
7. まちぶせ / 石川ひとみ
8. Lonely Heart（Japanese Version） / クリエイション
9. 少女人形 / 伊藤つかさ
10. う、ふ、ふ、ふ、 / EPO
11. 初恋 / 村下孝蔵
12. 雨音はショパンの調べ / 小林麻美
13. 前略、道の上より / 一世風靡セピア
14. そして僕は途方に暮れる / 大沢誉志幸
15. ビー・バップ・パラダイス / ビー・バップ少年少女合唱団（清水宏次朗・仲村トオル・宮崎ますみ）
16. 蒼いメモリーズ / 内海和子
17. It's All Right / 仲村トオル
18. Mother's Touch / 藤井郁弥
19. 誰よりもLady Jane / BE∀T BOYS
20. ドリームラッシュ / 宮沢りえ
21. ハイ、ポーズ〜エンディング (ザ・ベストテンのテーマ)